# Сборная Швейцарии по футболу
Сбо́рная Швейца́рии по футбо́лу (нем. Schweizer Fussballnationalmannschaft, фр. L’équipe de Suisse de football, итал. Nazionale di calcio della Svizzera, романш. Squadra naziunala da ballape da la Svizra) — национальная футбольная команда Швейцарии, которая находится под управлением Швейцарского футбольного союза.
В XX веке сборная Швейцарии почти не составляла серьёзную конкуренцию грандам мирового футбола, и даже попадание на чемпионат мира или Европы долгое время было для швейцарцев редким явлением. В 1924 году команда стала обладателем серебряных олимпийских медалей. Но в XXI веке сборная Швейцарии стала командой, которая почти всегда попадает на крупный турнир, при этом нередко достигая, по крайней мере, первой стадии плей-офф. Так, последний раз чемпионат мира без Швейцарии прошёл в 2002 году, а чемпионат Европы — в 2012 году. На всех шести последних завершившихся крупных турнирах (ЧМ-2014, Евро-2016, ЧМ-2018, Евро-2020 и ЧМ-2022, Евро-2024) швейцарцы вышли в плей-офф, причём на первых трёх продемонстрировали одинаковый результат: выход из группы со второго места и проигрыш в 1/8 финала с отрывом в один гол в основное или дополнительное время, либо ничья и проигрыш в серии пенальти. На Евро-2020 команда достигла исторического результата: вышла из группы с третьего места, а в 1/8 финала сыграла вничью 3:3 со сборной Франции, после чего одолела действующих чемпионов мира в серии пенальти со счётом 5-4. Этот результат позволил Швейцарии выйти в четвертьфинале турнира, где команда сыграла вничью 1:1 со сборной Испании, после чего проиграла в серии пенальти со счётом 1-3. Этот исторический успех стал первым для национальной сборной Швейцарии за 67 лет, в прошлый раз они оказывались в восьмёрке сильнейших команд крупного турнира в 1954 году на домашнем чемпионате мира. А вот на чемпионатах Европы это и вовсе высочайшее достижение команды за все время.
Свой первый международный матч сборная Швейцарии сыграла в 1905 году против сборной Франции и проиграла в нём со счётом 0:1. Наивысшим успехом в её истории было завоевание серебряных медалей на Олимпиаде 1924 года в Париже и победа в юниорском (до 17 лет) чемпионате мира 2002 года. В период 1930—1960-х годов в становлении сборной и в швейцарском футболе в целом определяющую роль играл австрийский тренер Карл Раппан, который изобрёл тактическую схему verrou (прообраз будущего катеначчо) и руководил сборной во время финальных розыгрышей трёх мировых чемпионатов (1934, 1938 и 1954 годов; последний проходил в самой Швейцарии).
С 1960-х годов в истории сборной Швейцарии начался период неудач, который продолжался почти 30 лет. Лишь в начале 1990-х годов английскому тренеру Рою Ходжсону удалось вернуть Швейцарию в элиту мирового футбола, выведя её в финальную часть чемпионата мира 1994 года и чемпионата Европы 1996 года. Под руководством Коби Куна, предшественника Хитцфельда, команда достигала финальной стадии чемпионата Европы 2004 года и чемпионата мира 2006 года; на последнем мировом первенстве она смогла выйти из группы и в 1/8 финала проиграла Украине в серии послематчевых пенальти (0:0 в основное и дополнительное время). Швейцария выбыла из турнира, не пропустив ни в одном матче ни одного мяча в основное время.
Летом 2008 года Швейцария (вместе с Австрией) принимала чемпионат Европы. В домашнем чемпионате швейцарцы заняли последнее место в группе, сумев, однако, победить сборную Португалии. Спустя 8 лет, летом 2016 года Швейцария в своём 4-м участии в чемпионате Европы впервые преодолела групповой этап, благодаря победе над Албанией и ничьим против Румынии и Франции.
По состоянию на 3 апреля 2025 года в рейтинге ФИФА сборная занимает 20-е место, а в рейтинге УЕФА — 17-е.

## История

### Первые годы швейцарского футбола
Швейцария была одной из первых стран континентальной Европы, куда с Британских островов начала проникать игра в футбол. Уже в 1860 году британские студенты основали «Лозаннский футбольный и крикетный клуб» — вероятно, первый футбольный клуб в Европе за пределами Соединённого королевства. В 1879 году был основан старейший из ныне действующих футбольных клубов страны — «Санкт-Галлен». В 1895 году в привокзальном ресторане города Ольтен (кантон Золотурн) двенадцать клубов договорились о создании Швейцарской футбольной ассоциации. Четыре из пяти первых членов правления ассоциации были британцами. Швейцарская ассоциация была среди семи членов-основателей ФИФА в 1904 году, а в 1913 году была переименована в Футбольную ассоциацию Швейцарии (ШФС, нем. Schweizerischer Fussballverband). Переименование союза на немецкий манер было одним из средств, направленных на привлечение к игре, которая всё ещё воспринималась как сугубо британская, широких кругов населения страны. Кроме того, руководство рассчитывало, что новое название поможет привлечь внимание спонсоров; эти расчёты начали оправдываться уже в 1920-х годах.
В то же время в швейцарском футболе продолжало ощущаться значительное влияние английского языка. В Швейцарии, в отличие от соседних Германии и Франции, до сих пор употребляются преимущественно английские футбольные термины (пенальти, гол, корнер, форвард, капитан), а многие ведущие клубы сохраняют английские названия (например «Янг Бойз», «Грассхоппер»).
Дальнейшее распространение футбола в Европе происходило преимущественно из Швейцарии, через выпускников швейцарских элитных школ и университетов, которые, возвращаясь домой, увозили с собой воспоминания об игре, в которую они играли во время обучения. В их числе были, в частности, немец Вальтер Бенземан, основатель «Карлсруэ», первого футбольного клуба на юге Германии, и итальянец Витторио Поццо, будущий знаменитый тренер, который также познакомился с игрой в Швейцарии и сыграл важную роль в её популяризации в Италии. Работающие за границей швейцарцы также много сделали для распространения футбола: учитель физкультуры Жорж де Ребюи стал основоположником игры в футбол в Болгарии, Ганс Гампер основал в 1899 году футбольный клуб «Барселона», большинство основателей миланского клуба «Интернационале» в 1908 году также были швейцарцами. Марсельская команда Stade Helvétique, составленная преимущественно из швейцарцев, побеждала в чемпионате Франции в 1909, 1911 и 1913 годах.

### Первые годы национальной сборной (1905—1918)
Международные матчи начали проводиться уже в середине 1890-х годов, сначала на клубном уровне, между клубами соседних стран. 4 декабря 1898 года впервые состоялся матч команды, составленной из игроков швейцарских клубов, с командой, состоящей из игроков клубов южной Германии; швейцарцы победили со счётом 3:2. Почти половину швейцарской команды составляли живущие в стране иностранцы, преимущественно британцы. Позднее состоялись ещё несколько встреч такого типа, в частности, 8 апреля 1901 года с командой Австрии.

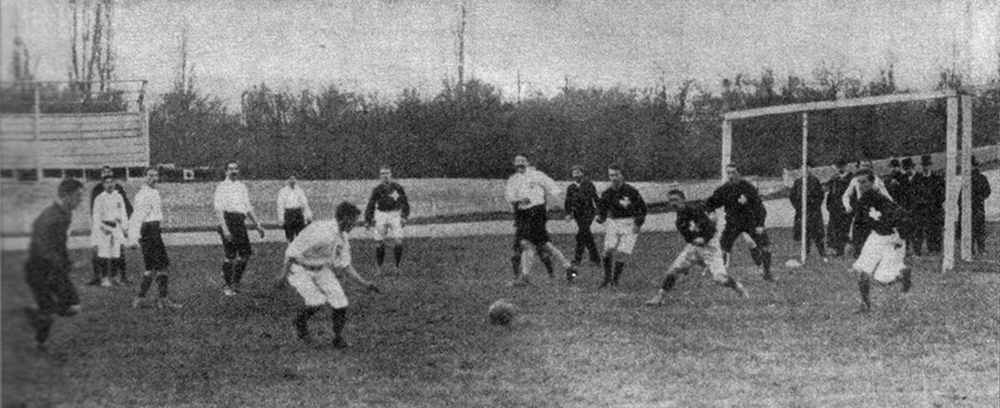
Первый официальный матч сборной Швейцарии (Швейцария — Франция, 12 февраля 1905)

Первым официальным матчем сборной Швейцарии считается игра проведённая 12 февраля 1905 года против сборной Франции, которая состоялась в Париже; швейцарцы проиграли 0:1. Ответную встречу в Женеве, из-за финансовых проблем клубов, удалось провести лишь три года спустя. Третий матч сборной Швейцарии, состоявшийся в Базеле, 5 апреля 1908 года, принёс первую в её истории победу: со счётом 5:3 была побеждена сборная Германии, для которой это был первый международный матч. 20 апреля 1909 года, также в Базеле, Швейцария принимала сборную Англии и проиграла со счётом 0:9. Этот матч, а также поражение от сборной Венгрии с таким же счётом, состоявшееся двумя годами позднее, стали самыми крупными поражениями в истории швейцарской сборной. Сборная Швейцарии планировала принять участие в Олимпийских играх 1912 года в Стокгольме, но не сумела сделать этого из-за недостатка средств.
С началом Первой мировой войны швейцарский футбол испытал значительный упадок; около половины игровых полей закрылось, а многие клубы распались из-за того, что большое количество игроков были призваны в армию. Функционирование футбола в стране начало восстанавливаться лишь с 1916 года. Сборной удалось провести пять международных встреч: два домашних матча против сборной Австрии и по одной выездной игре в Италии, Австрии и Венгрии.

### Межвоенный период (1918—1939)
Первой послевоенной игрой швейцарской сборной стал матч с Францией 29 февраля 1920 года. 27 июня 1920 в Цюрихе состоялся матч против сборной Германии. Этот матч был сопровождён громким международным скандалом, поскольку Швейцария проигнорировала наложенный ФИФА запрет на международные матчи с командами побеждённых в Первой мировой войне стран. Франция объявила Швейцарии футбольный бойкот, Англия и Бельгия также выступили с протестом. Региональный футбольный союз Романдии — франкоязычных кантонов Швейцарской конфедерации — запретил своим игрокам принимать участие в этом матче. Несмотря на протесты, матч всё-таки состоялся, и швейцарская сборная одержала победу со счётом 4:1. После матча Англия внесла предложение исключить Германию из членов ФИФА; когда предложение было отклонено большинством голосов, Англия сама покинула ФИФА. Швейцария, которая ещё в 1919 году подала заявку на участие в футбольном турнире Олимпиады 1920 в Антверпене, за неделю до начала Олимпиады отозвала свою заявку, официально из-за недостатка средств, хотя истинной причиной были внутренние раздоры между франкоязычными и немецкоязычными членами организации по вопросу будущих матчей с немецкой сборной.
Когда швейцарская делегация в составе 17 игроков и трёх тренеров отправилась на Олимпиаду 1924 года в Париж, руководство Швейцарского футбольного союза не ожидало от неё каких-либо особых успехов и даже заранее приобрело групповой обратный билет на поезд, действительный в течение лишь десяти дней. На предварительном этапе розыгрыша Швейцария одержала победу над Литвой со счётом 9:0; этот матч до сих пор является самой крупной победой сборной за всю её историю. Матч 1/8 финала против Чехословакии закончился ничьей 1:1 в основное и дополнительное время. Поскольку послематчевых пенальти тогда ещё не было, был назначен повторный матч, который Швейцария выиграла со счётом 1:0. А после победы 2:1 над Италией швейцарская газета «Sport» устроила кампанию по сбору средств для оплаты непредвиденно длительного пребывания сборной в Париже. В полуфинале швейцарцы встретились с фаворитом турнира сборной Швеции и неожиданно победили её с таким же счётом 2:1. В финале, однако, сенсации не случилось: сборная Швейцарии проиграла Уругваю 0:3, завоевав серебряные медали Олимпиады и неофициальный титул футбольных чемпионов Европы. Среди членов той сборной был и будущий бобслеист и чемпион зимней Олимпиады 1936 года Шарль Бувье, который не сыграл на турнире ни одного матча.
После этого успеха продуктивность сборной резко пошла на спад. На Олимпийских играх 1928 года в Амстердаме Швейцария сыграла единственный матч и, проиграв Германии 0:4, была вынуждена отправиться домой. Также очень скромными были её результаты в Кубке Европы для сборных (предшественнике будущего чемпионата Европы по футболу). Во всех шести розыгрышах Швейцария занимала последнее место, несмотря на то, что в третьем розыгрыше (1933—1935) швейцарец Леопольд Кильхольц становился лучшим бомбардиром турнира (совместно с венгром Дьёрдем Шароши). В первом чемпионате мира по футболу, состоявшемся в 1930 году в Уругвае, Швейцария, как и многие другие европейские сборные, не принимала участия из-за слишком высоких транспортных расходов.
В квалификационном турнире чемпионата мира 1934 года в Италии сборной Швейцарии повезло с самого начала. Матчи с Югославией и Румынией закончились вничью, однако потом выяснилось, что сборная Румынии выпускала на поле игрока, не включённого в заявку, и Швейцарии была присуждена техническая победа со счётом 2:0. Накануне чемпионата разразился конфликт между Швейцарским футбольным союзом и женевским клубом «Серветт», который потребовал от сборной финансовой компенсации в случае травмирования своих игроков во время чемпионата и дальнейшей потери трудоспособности. Только под угрозой суровых санкций со стороны Футбольного союза, «Серветт» уступил его требованиям и за неделю до начала чемпионата согласился отпустить своих игроков в сборную без финансовых гарантий. В первом матче финального турнира Швейцария победила сборную Нидерландов 3:2 и прошла в четвертьфинала. В четвертьфинальном матче она уступила со счётом 2:3 сборной Чехословакии, будущему вице-чемпиону турнира.
Ещё в 1931 году Швейцарский футбольный союз основал футбольную лигу, в которой должны были играть профессиональные клубные команды, однако возложенных на него надежд это нововведение не оправдало. Многие швейцарские футболисты получали значительно более щедрые предложения из-за границы и покидали страну, а интерес зрителей к матчам внутреннего чемпионата оставался невысоким, и главная цель — повышение класса игроков национальной сборной — не была достигнута. Между 1934 и 1938 годами сборная Швейцарии выиграла лишь один международный матч из четырёх. Влиятельные функционеры усматривали причину неудач в профессионализации футбола, идеализируя достижения любительской эпохи. В 1937 году заработная плата игроков была установлена на таком низком уровне, что игроки были вынуждены искать себе другую профессию. В 1943 году президент ШФС, Роберт Цумбюль, добился установления полного запрета на профессиональный футбол. Также были введены строгие ограничения на переход игроков из клуба в клуб (предписывалась обязательная годичная пауза в играх), несколько ослабленные лишь двумя десятилетиями позднее.
В сентябре 1937 года пост главного тренера национальной сборной занял австриец Карл Раппан, который на протяжении следующей четверти столетия оказывал решающее влияние на развитие швейцарского футбола. Пост тренера сборной он занимал в 1937—1938, 1942—1949, 1952—1954 и 1960—1963 годах. Раппан внедрил изобретённую им ещё в Австрии оборонную тактику, которая стала известна под названием Schweizer Riegel или verrou (нем. Riegel, фр. verrou — «замо́к», «засов», «щеколда») и которая в 1960-х годах послужила основой для итальянского катеначчо. Эта тактика базировалась на коллективной игре с акцентом на обороне и предусматривала быструю смену расположения игроков в зависимости от игровой ситуации; она позволяла более слабой команде частично компенсировать недостаток класса и скорости и эффективно противостоять более сильному сопернику.

### Предвоенные и военные годы
На пути к финальному турниру чемпионата мира 1938 года в Париже сборная Швейцарии встретилась в Милане с Португалией; этот матч швейцарцы выиграли со счётом 2:1. За три месяца до чемпионата произошёл аншлюс Австрии, и австрийская сборная, несмотря на успешно пройденную квалификацию, отдельной командой участия в чемпионате не принимала, обе страны представляла объединённая команда Третьего рейха, против которой Швейцария должна была играть свой первый матч финального турнира. Матч закончился ничьей 1:1, и через пять дней была назначена переигровка.
Повторный матч 9 июня 1938 года считается одной из наиболее значительных игр в истории сборной. Германская команда, образованная принудительным объединением полуфиналистов предыдущего чемпионата — команд Германии и Австрии, считалась несомненным фаворитом турнира, вела в счёте 2:0 до сороковой минуты матча, после чего её оборона провалилась; швейцарцы забили четыре мяча подряд и одержали победу со счётом 4:2. Победа над «Великой Германией» стала настоящей сенсацией и была встречена празднованиями по всей Швейцарии. Впрочем, через три дня в четвертьфинальном матче Швейцария проиграла Венгрии 0:2.
Победа над Германией сыграла важную роль в популяризации футбола в стране. Многочисленные газетные публикации сравнивали футболистов сборной с героями эпохи «Клятвенного союза», который в конце XIII века положил начало Швейцарской Конфедерации. «Gazette de Lausanne» писала: «Маленькие швейцарцы сражались, как при Санкт-Якобе, и одержали победу, о которой ещё долго будут говорить». Швейцария изображалась встающей на пути агрессивной экспансии Третьего рейха, по крайней мере на футбольном поле. Футбол с этого момента стал элементом «духовной обороны» — культурной политики, призванной защитить швейцарские демократические традиции и культурные ценности от влияния со стороны соседних тоталитарных держав, а «швейцарский замо́к» в общественном сознании превратился в возвышенный символ стремления швейцарцев к самоуправлению и независимости. Этот матч даже нашёл отражение в художественной литературе: радиотрансляция игры является важным элементом сюжета романа Отто фон Вальтера «Время фазанов» (1988); тичинский писатель Джованни Орелли посвятил целую книгу Эжену Валашеку, швейцарскому нападающему, забившему один из голов в том матче («Песня Валашека», 1991).
Во время Второй мировой войны футбольные клубы страны, за редким исключением, сумели относительно безболезненно пережить период массовой мобилизации; игроки высшей лиги, как правило, не имели проблем с получением увольнительной для участия в матчах национального чемпионата. Сборная Швейцарии в годы войны сыграла 16 матчей, одиннадцать из которых — с командами стран Оси и их союзников. Домашние матчи становились событиями общенационального масштаба; некоторые из них даже посещал генерал Анри Гизан, главнокомандующий швейцарской армией. Хотя страны Оси, и особенно Германия, среди широких слоёв швейцарского населения были весьма непопулярны, международные матчи сборной против их команд использовались политическим руководством страны для поддержки образа Швейцарии как безоговорочно нейтральной державы. 20 апреля 1941 года, в день рождения Адольфа Гитлера, швейцарская сборная победила в Берне сборную Германии. По этому поводу Йозеф Геббельс написал в своём письме имперскому министру спорта Гансу фон Чаммер-унд-Остену, что необходимо «избегать каких бы то ни было спортивных мероприятий, в благоприятном результате которых существует хотя бы малейшее сомнение».

### Четыре послевоенных чемпионата мира (1945—1966)
21 мая 1945 года состоялся первый послевоенный матч против сборной Португалии. 11 ноября 1945 швейцарцы приняли у себя сборную Италии, тем самым положив начало её реинтеграции в мировой футбол. Одержав две победы над сборной Люксембурга, Швейцария вышла в финальную часть чемпионата мира 1950 года в Бразилии; впервые в своей истории команда должна была играть за пределами Европейского континента. Руководство командой на чемпионате мира Швейцарский футбольный союз поручил бывшему игроку сборной Франко Андреоли. Первую игру группового этапа против Югославии, Швейцария проиграла со счётом 0:3. Противником швейцарцев во втором матче была команда хозяев чемпионата, бразильцев, считавшихся фаворитами турнира. Этот матч закончился неожиданной ничьей 2:2; за пять минут до финального свистка швейцарцы упустили возможность забить победный мяч. В третьем матче против Мексики швейцарцы победили со счётом 2:1, однако этого результата не хватило для выхода из группы.
В 1948 году Швейцария поддержала заявку Германии на восстановление членства в ФИФА, которая, однако, была тогда отклонена. Три матча между швейцарскими и германскими клубными командами, которые состоялись после этого, подверглись жестокой критике в зарубежной, особенно голландской, прессе. Швейцарии удалось избежать бойкота со стороны ФИФА только благодаря наложенному Швейцарским футбольным союзом на организаторов этих матчей символичному штрафу в размере 500 швейцарских франков. Именно швейцарская сборная стала командой, с которой сборная Германии сыграла свой первый после завершения войны официальный матч, который состоялся в Штутгарте 22 сентября 1950 года через несколько дней после повторного принятия Германского футбольного союза в члены ФИФА.
Президенту Швейцарского футбольного союза и вице-президенту ФИФА Эрнсту Томмену удалось добиться проведения чемпионата мира 1954 года именно в Швейцарии. Готовить сборную к чемпионату в 1952 году снова был приглашён Карл Раппан. 25 апреля 1954 года швейцарское телевидение провело первую прямую трансляцию матча сборной; это был товарищеский матч против Западной Германии, сыгранный в рамках подготовки к чемпионату.
В первом матче домашнего чемпионата, состоявшемся в Лозанне 17 июня 1954, швейцарская сборная победила сборную Италии со счётом 2:1; второй матч в Берне 20 июня она проиграла сборной Англии (0:2). Поскольку Швейцария и Италия набрали в групповом турнире одинаковое количество очков, согласно регламенту соревнований между ними был проведён дополнительный матч, состоявшийся 23 июня в Базеле; Швейцария победила 4:1 и вышла в четвертьфинала. Четвертьфинальный матч против Австрии, который проходил 26 июня в Лозанне, установил рекорд результативности на чемпионатах мира — в нём было забито 12 голов. Швейцария, забив три мяча на первых 20 минутах матча, в последующем утратила преимущество и проиграла со счётом 5:7. Швейцарская пресса назвала эту игру «Лозаннской битвой».
После чемпионата мира 1954 года в истории сборной начался длительный период неудач. Победы стали очень редки; под руководством Жака Спаньоли, Швейцария даже не смогла попасть в финальный турнир чемпионата мира 1958, проиграв два квалификационных матча из трёх и лишь один сыграв вничью. В 1960 году Футбольный союз, в четвёртый (и последний) раз, пригласил возглавить сборную Карла Раппана. После трёх побед и одного поражения в квалификации чемпионата мира 1962 Швейцария набрала одинаковое количество очков с вице-чемпионом мира Швецией. Для определения участника финального турнира был назначен дополнительный матч, состоявшийся на нейтральной территории, в Западном Берлине, 12 ноября 1961; поскольку всего тремя месяцами ранее случился Берлинский кризис и была построена Берлинская стена, футбольный матч в изолированном Западном Берлине имел значительный политический резонанс. Швейцария победила в этом матче со счётом 2:1 и прошла в финальный розыгрыш чемпионата мира, который проводился в Чили. Впрочем, Швейцария проиграла все три матча группового этапа — с командами Западной Германии, Италии и хозяином турнира Чили — и выбыла из соревнований.
Летом 1964 года во главе команды стал знаменитый итальянский тренер Альфредо Фони, бывший чемпион Олимпиады 1936 и чемпион мира 1938. Швейцария успешно прошла квалификационный турнир чемпионата мира 1966 года в Англии, чем была обязана как собственной победе 2:1 над Нидерландами, так и неожиданному успеху Албании, которой удалось обыграть значительно более сильную команду Северной Ирландии. Однако в финальном турнире швейцарцам повезло меньше, и сборная снова проиграла все три групповых матча, на этот раз сборным ФРГ, Испании и Аргентины. Значительно большее внимание прессы, чем действия команды на поле, привлекло ночное путешествие автостопом игроков сборной Якоба Куна, Лео Эйхмана и Вернера Ляймгрубера, которые после этого, за их якобы скандальное поведение, были исключены из команды. Этот случай имел длительное продолжение и даже привёл к судебному иску футболистов к руководству Футбольного союза по обвинению в оскорблении. Дело завершилось компромиссом лишь через год.

### Эпоха «достойных поражений» (1967—1989)
Уже в 1962 году Карл Раппан писал: «Если мы не реорганизуем управление нашим футболом, причём немедленно, то, хотя время от времени мы будем одерживать победу в том или ином матче благодаря удаче или нашей репутации давнишнего „швейцарского чуда“, в долгосрочной перспективе мы будем мало на что способны на международной арене.» Его прогноз оказался абсолютно точным. Постепенный упадок и снижение класса как сборной, так и швейцарского футбола в целом были обусловлены несколькими причинами.
Тактика «швейцарского замка» устарела и начала выходить из употребления на клубном уровне. Вдоль языковых рубежей в национальном футболе возникло что-то вроде футбольного «ростиграбена» (условная историческая граница между франко- и немецкоязычной частями Швейцарии). В немецкоязычной части страны сложился атлетический, прямой и бесхитростный стиль игры с акцентом на защиту, в котором ценилась дисциплина и физическая мощь игроков. Клубы Романдии и, отчасти, Тичино тяготели к комбинационному атакующему стилю с большим количеством коротких передач, который давал преимущество опытным игрокам с совершенной техникой владения мячом. Эти две очень разные футбольные культуры не удавалось объединить в течение почти четверти века. Между 1967 и 1989 годами в сборной сменилось десять тренеров, однако никому из них не удалось выполнить поставленной перед ними задачи — достичь финального розыгрыша чемпионата мира или Европы.
В общественном мнении того времени бытовала уверенность, что идеальный швейцарский спортсмен должен быть любителем или хотя бы полупрофессионалом; к профессиональному спорту с его коммерциализацией и повышенным вниманием средств массовой информации общество относилось отрицательно или, по крайней мере, скептично. К тому же политическое руководство страны в то время не делало практически ничего ни для поддержки спорта высоких достижений, ни для развития физической культуры в целом. В 1964 году парламент даже принял закон, который в целях снижения высокой конъюнктуры на какое-то время запретил строительство новых спортивных сооружений. Профессионализация футбольных клубов всерьёз началась лишь в середине 1970-х годов; искусственно затянутая Швейцарским футбольным союзом эпоха полупрофессиональных игроков и работающих на общественных началах тренеров постепенно заканчивалась. В юниорском спорте профессиональные тренеры появились лишь в 1995 году.
В 1970-е годы в применении к играм сборной очень часто употреблялось выражение «достойное поражение»: сборная проигрывала непропорционально большое количество своих матчей, но преимущественно с минимальной разницей в счёте; ничья с сильным соперником праздновалась как победа. Из-за этого швейцарская сборная со временем всё больше утрачивала авторитет в мире. Лишь под руководством Пауля Вольфисберга наметились перспективы для улучшения положения. В товарищеских встречах сборная время от времени одерживала зрелищные победы, как, например, в 1982 году, когда она со счётом 1:0 обыграла чемпионов мира того года, итальянцев, на их поле. Однако в квалификационных турнирах Швейцарию продолжали преследовать неудачи. Лишь в конце 1980-х годов, когда тренеру Даниелю Жандюпе, с которыми связывали большие надежды, также не удалось их оправдать и достичь ожидаемого результата, ШФС, наконец, начал запоздалые реформы руководящих структур и системы подготовки юниоров.

### Взлёт и падение (1989—2001)
В 1989 году ШФС назначил главным тренером сборной немца Ули Штилике. Сразу после назначения на пост, ему удалось достичь значительного успеха, обыграв со счётом 1:0 сборную Бразилии. Хотя квалификационный турнир чемпионата мира 1990 года уже завершился, желательная смена менталитета — переход от привычной до того оборонительной тактики, которую газеты издевательски прозвали «ООО „Провал“», к более атакующему стилю игры — потребовала значительного времени. Швейцарии не хватило лишь одного очка для того, чтобы попасть в финальную часть чемпионата Европы 1992 (в которой тогда ещё играли лишь восемь команд).
С 1992 года работу Штилике продолжил англичанин Рой Ходжсон. Квалификационный турнир чемпионата мира 1994 года прошёл успешно; Швейцария заняла в группе второе место после Италии, впервые за последние 28 лет получив право выступать в финальных розыгрышах чемпионата мира, а в рейтинге ФИФА в августе 1993 года достигла третьего места. Матч открытия чемпионата со сборной США — хозяином турнира — завершился вничью со счётом 1:1. Во втором матче швейцарцы разгромили сборную Румынии (4:1) и, несмотря на поражение 0:2 от Колумбии, вышли в ⅛ финала, где уступили сборной Испании со счётом 0:3.
Квалификационный турнир чемпионата Европы 1996 года Швейцария закончила на первом месте в группе. Особое внимание прессы привлёк матч против Швеции, который проходил 6 сентября 1995 года в Гётеборге. По инициативе капитана сборной Алена Сюттера, во время исполнения государственных гимнов игроки подняли транспарант с надписью «Stop it, Chirac!», протестуя против решения французского президента Жака Ширака начать испытания ядерного оружия на атолле Муруроа. После этого случая УЕФА запретил какие-либо политические акции на футбольном поле, однако никаких санкций к игрокам применено не было, а их демарш был сочувственно встречен зрителями и прессой.
Ходжсона, который досрочно разорвал контракт с ШФС, сменил на посту главного тренера сборной, португалец Артур Жорже, который с самого начала попал под огонь критики. После того, как он не включил в состав сборной на чемпионате Европы любимцев швейцарской публики Адриана Кнупа и Алена Сюттера, а потом отказался комментировать своё решение, бульварная газета «Блик» начала самую активную и длительную кампанию по борьбе против тренера национальной сборной за всю историю Швейцарии. Несмотря на горячую полемику в прессе, швейцарская команда удачно начала чемпионат, сыграв вничью с хозяйкой турнира Англией. Однако в двух последующих матчах швейцарцев ожидала неудача: они проиграли Нидерландам 0:2 и Шотландии 0:1 и досрочно отправились домой, а Артур Жорже немедленно ушёл в отставку и был заменён австрийцем Рольфом Фрингером. Единственный швейцарский гол на этом чемпионате забил с пенальти в ворота Англии Кубилай Тюркильмаз.
Жеребьёвка квалификационного турнира чемпионата мира 1998 года поместила Швейцарию в откровенно лёгкую группу. Однако уже первый матч этого отборочного цикла, который состоялся в Баку 31 августа 1996, закончился позорным поражением со счётом 0:1 от явного аутсайдера — сборной Азербайджана. Разочарование публики от этого матча было грандиозным. Однако и в остальных матчах этого отборочного цикла Швейцария также играла очень неудачно: кроме азербайджанского фиаско она проиграла слабой команде Финляндии 1:2 и была разгромлена сборной Норвегии 0:5. Заняв в группе предпоследнее место, она осталась за пределами финального розыгрыша чемпионата мира.
В 1998 году Рольфа Фрингера сменил француз Жильбер Гресс. Швейцарии почти удалось пройти квалификацию чемпионата Европы 2000; она заняла второе место в группе совместно с Данией, имея лучшую разницу забитых и пропущенных мячей, однако из-за худших результатов в двухсторонних встречах снова не попала на континентальное первенство. В 2000 году главным тренером стал аргентинец Энсо Троссеро, однако достичь долгожданной цели — квалификации на чемпионат мира 2002 — не удалось и ему: по завершении квалификации Швейцария оказалась на четвёртом месте в группе, опередив только Фарерские острова и Люксембург и пропустив вперёд Сербию и Черногорию, Словению и Россию.
Назывались две причины этого упадка на рубеже столетий: многие архитекторы швейцарских успехов первой половины 1990-х годов после чемпионата Европы 1996 вышли из спортивного возраста и покинули большой футбол, тогда как начатая в середине 1990-х программа воспитания новых кадров ещё не успела отыскать и подготовить для сборной достаточное количество талантливых молодых игроков. Однако это положение должно было измениться уже в ближайшее время.

### Успехи при Якобе Куне (2001—2008)

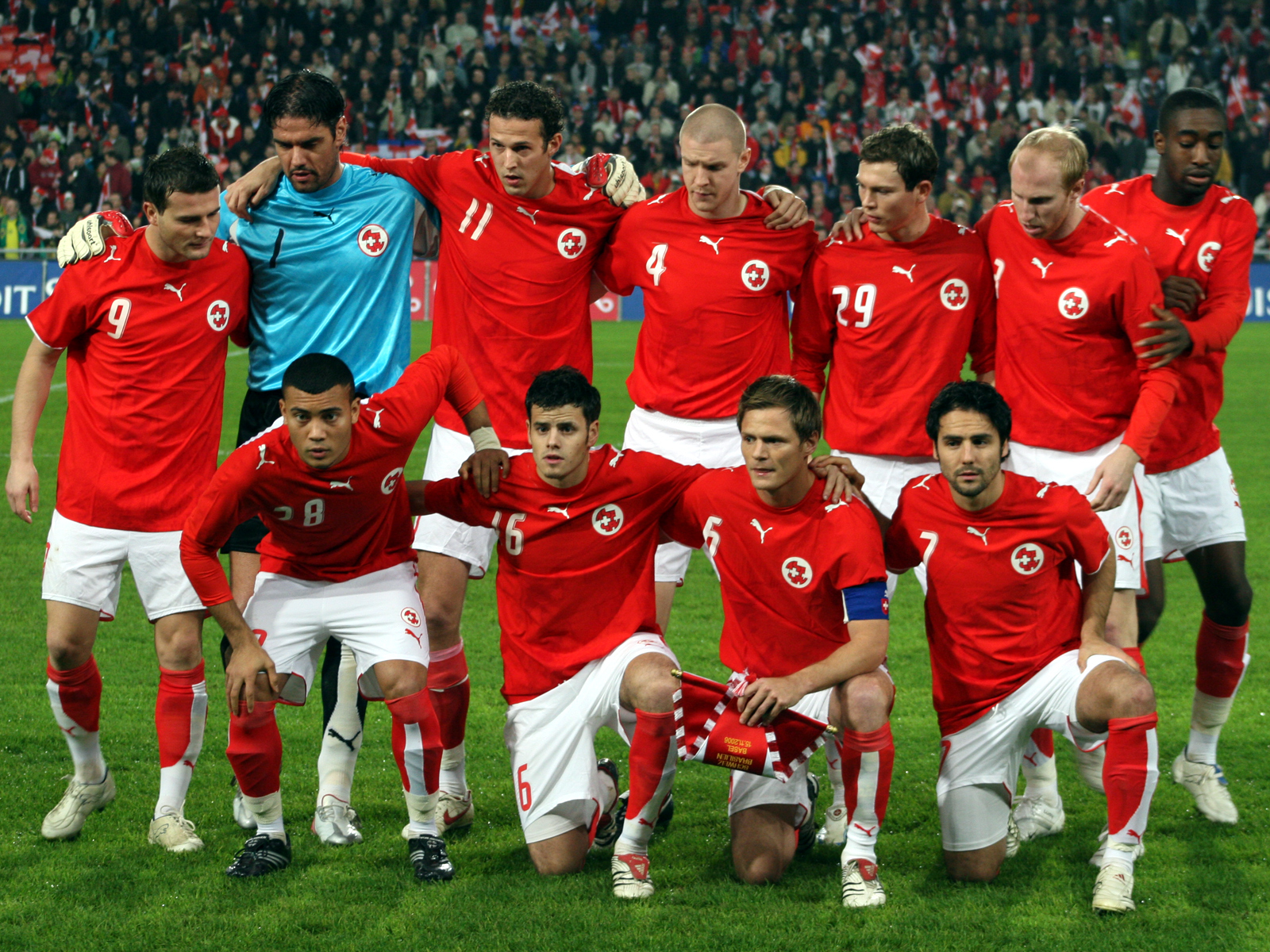
Сборная Швейцарии перед товарищеским матчем с Бразилией 15 ноября 2006

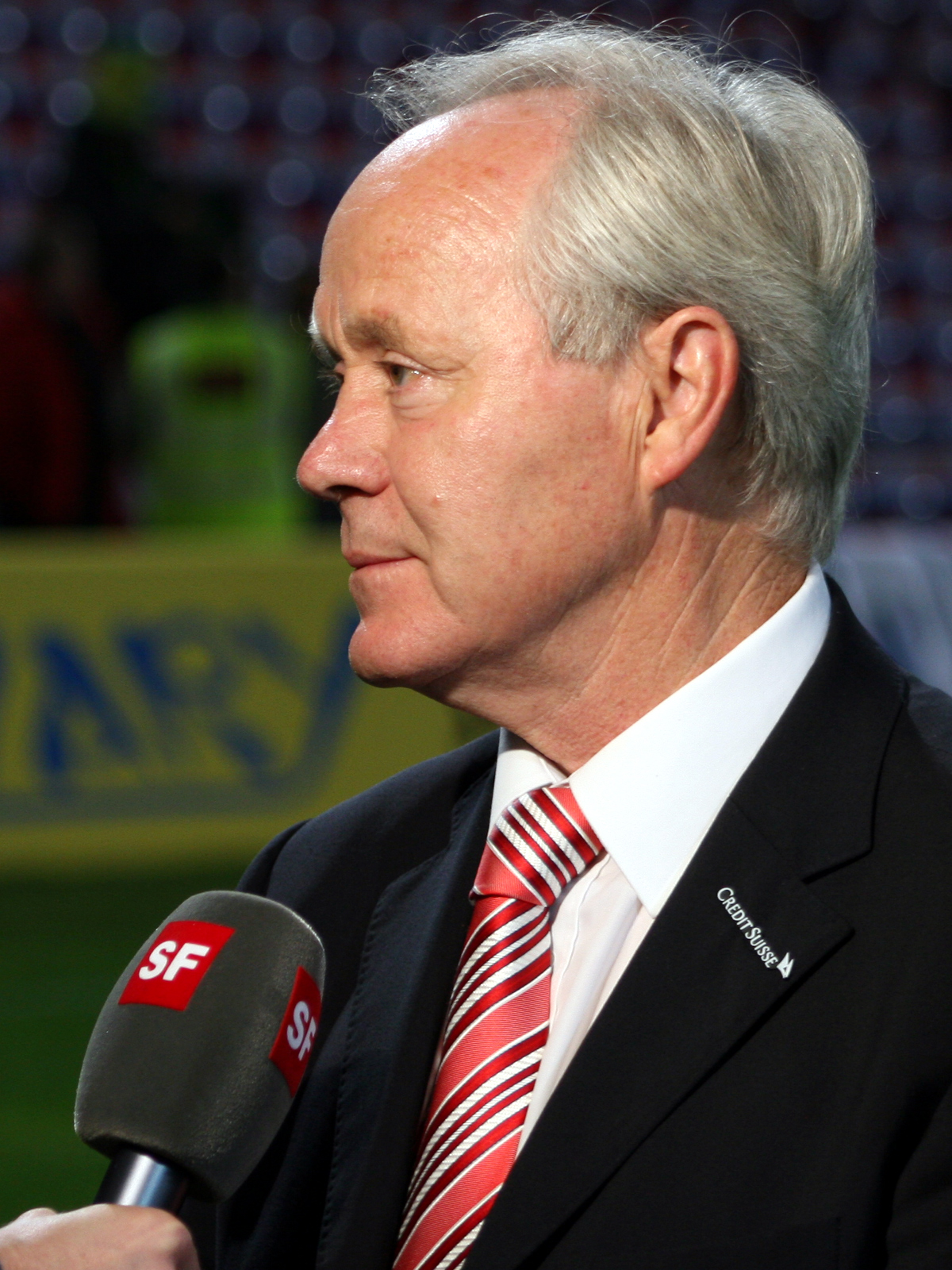
Якоб Кун

После отставки Троссеро сборную Швейцарии возглавил Якоб Кун, который выступал за сборную в 1962—1972 годах, а до назначения на пост тренировал молодёжную (U-21) сборную Швейцарии. Сразу после первых матчей швейцарская пресса назвала назначение Куна очередной ошибкой, поскольку они ждали того, что команду примет именно Оттмар Хитцфельд. Однако на протяжении последующего года в игре команды наметились явные положительные тенденции. Куну удалось интегрировать в команду им же воспитанных игроков молодёжной сборной, выполнив таким образом смену поколений. Отбор на чемпионат Европы 2004 года сборная Швейцарии завершила на первом месте в группе, опередив команды России и Ирландии. Однако на финальном турнире в Португалии швейцарцам подтвердить свой класс не удалось: после нулевой ничьей с Хорватией она потерпела поражение от Англии (0:3) и Франции (1:3) и покинула турнир. Единственный швейцарский гол на чемпионате забил 18-летний Йохан Фонлантен, став самым молодым бомбардиром в истории европейского первенства.
Квалификацию чемпионата мира 2006 года Швейцария закончила на втором месте в группе, пропустив вперёд Францию, и должна была соревноваться за выход в финальную часть чемпионата в стыковых матчах против Турции, бронзового призёра предыдущего чемпионата. Первый матч швейцарцы выиграли на бернском стадионе «Ванкдорф» со счётом 2:0 у сборной Турции: победу принесли голы Филипа Сендероса после навеса от Людовика Маньина на 41-й минуте и Валона Бехрами на 86-й минуте, хотя счёт мог быть крупнее. По ходу той встречи Марко Штреллер запорол ряд моментов (в том числе выход один-на-один), плохо проявили себя Александр Фрай и Рикардо Кабанас, а защитник Филипп Деген допустил ряд ошибок. Перед ответной игрой в Стамбуле на стадионе «Шюкрю Сараджоглу» турецкие болельщики всячески пытались запугать швейцарцев: так, под прикрытием полиции те покинули аэропорт только спустя 2 часа после приземления, поскольку сотрудники аэропорта затягивали паспортный контроль и проверку багажа, а затем автобус швейцарской сборной был закидан яйцами. В Стамбуле турки победили 4:2, ведя после 52-й минуты 3:1 и непрерывно атакуя в надежде забить четвёртый гол, который вывел бы их по сумме двух матчей в Германию. Однако Швейцария благодаря правилу голов на чужом поле вышла в финальный этап чемпионата мира, сумев добиться этого впервые за 12 лет.
После финального свистка на поле стамбульского стадиона начались беспорядки: болельщики стали швыряться посторонними предметами, и команды срочно пришлось увести в раздевалку. Последующие события пресса излагала по-разному, однако, по словам полузащитника Йохана Лонфата, в подтрибунном помещении завязалась ожесточённая драка, в ходе которой швейцарскую команду избивали и турецкие футболисты, и охранники. Было подтверждено, что Стефана Грихтинга увезли в больницу в крови и шоковом состоянии: кто-то ударил его ногой в нижнюю часть живота с такой силой, что у игрока были диагностированы повреждения мочеиспускательного канала. Агентство Suisse Sport утверждало, что в результате драки были избиты игроки Йохан Фогель и Беньямин Хуггель, а также тренер вратарей Эрик Бюргенер. Тренер швейцарцев Коби Кун утверждал, что турецкая полиция избила съёмочные группы, чтобы не позволить им заснять кадры избиения швейцарцев. На кадрах удалось запечатлеть события, спровоцировавшие драку: как оказалось, Хуггель ударил ногой Мехмета Оздилека, члена тренерского штаба сборной Турции, а в ответ на это Алпай Озалан попытался ударить Марко Штреллера, когда тот давал интервью телеканалу, но угодил кулаком прямо в телекамеру. В ответ на это Хуггель схватил Алпая за шею, после чего и началась драка. Пострадавший Грихтинг был отправлен в больницу и вскоре выписался, однако в футбольном плане он выбыл примерно на 7-10 дней. В наказание за драку Хуггель получил шесть матчей дисквалификации и был отстранён от любой футбольной деятельности на один год.
В финальном розыгрыше чемпионата мира 2006 в Германии сборная Швейцарии сыграла вничью 0:0 с Францией, одержала победу над командами Южной Кореи (2:0) и Того (также 2:0) и, заняв первое место в группе, вышла в ⅛ финала. Основное и добавочное время матча ⅛ финала против сборной Украины закончилось нулевой ничьей; однако в серии послематчевых пенальти швейцарцы не сумели забить ни одного гола и проиграли с окончательным счётом 0:3. Сборная Швейцарии стала единственной командой на чемпионатах мира, которая выбыла из соревнований, не пропустив ни единого гола в игре. Также она стала единственной командой, не сумевшей забить ни единого гола в серии послематчевых пенальти.
На правах хозяев чемпионата Европы 2008 сборная Швейцарии была освобождена от квалификационных игр. Хотя в январе 2007 года сборная Швейцарии поднялась в рейтинге ФИФА до 17 места, спустя год она спустилась на 44-е место в связи с тем, что вес проводимых ею матчей был недостаточным. В финальном этапе она играла в одной группе со сборными Чехии, Португалии и Турции: первый матч швейцарцы проиграли чехам со счётом 1:0, гол забил Вацлав Сверкош (перед этим травму получил Александр Фрай). Матч против Турции стал настоящей драмой — Хакан Якин на 32-й минуте открыл счёт, но на 57-й минуте минуте турки сравняли счёт и сумели вырвать победу на второй компенсированной минуте второго тайма. После поражения от Турции швейцарцы лишились даже теоретических шансов на выход из группы, хотя в последнем матче победили немотивированную Португалию 2:0. После завершения Евро-2008 Якоб Кун ушёл с поста тренера сборной.

### Хитцфельд во главе сборной (2008—2014)
Преемником Якоба Куна стал Оттмар Хитцфельд. Под его руководством путь к чемпионату мира 2010 года Швейцария прошла без серьёзных осечек, если не считать неожиданный конфуз в виде проигрыша от сборной Люксембурга со счётом 2:1 во втором отборочном туре. Она заняла первое место в своей группе и автоматически попала в финальную часть, опередив таких конкурентов, как Грецию (которая прошла туда же через стыковые матчи, победив Украину по сумме двух встреч), Израиль и Латвию. Вот в финальной пульке Швейцария выступила неудачно, став третьей в группе H и набрав 4 очка. Однако три из них были взяты за счёт сенсационной победы над будущими чемпионами мира испанцами (единственный гол забил Желсон Фернандеш). Чемпионат Европы 2012 года Швейцария пропустила, пропустив вперёд Англию и Черногорию.
В отборочном турнире на чемпионат мира 2014 года Швейцария с первого места досрочно оформила выход в финальную часть, обойдя команды Исландии, Словении, Норвегии, Албании и Кипра. Одним из самых запоминающихся матчей стал матч против Исландии, когда Швейцария непостижимым образом упустила победу, ведя 4:1 и добившись только ничьей 4:4, однако это не помешало альпийцам занять первое место, а исландцам позволило в итоге выйти в стыковые матчи. На чемпионате швейцарцы попали в группу с Францией, Эквадором и Гондурасом. В первом матче сборная с трудом победила Эквадор (2:1), забив обидный для него гол на последней добавленной минуте. Потом сборная была разгромлена Францией (2:5). В заключительном туре Швейцария обыграла Гондурас (3:0) и вышла из группы, оставив позади Эквадор. В 1/8 финала Швейцария была обыграна Аргентиной в дополнительное время (1:0). После этого Хитцфельд покинул свой пост и завершил тренерскую карьеру.

### Петкович во главе сборной (2014—2021)

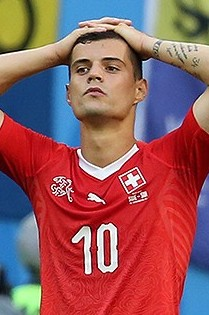
Рекордсмен сборной Швейцарии по сыгранным матчам Гранит Джака на чемпионате мира 2018 года

Тренером сборной с 2014 года является босниец Владимир Петкович. В отборе на Евро-2016 сборная Швейцарии заняла 2-е место, пропустив вперёд сборную Англии, но по регламенту напрямую вышла на чемпионат Европы, где оказалась в одной группе с Албанией, Румынией и хозяйкой турнира сборной Франции. В группе она заняла 2-е место, обыграв команду Албании (1:0) и сыграв вничью со сборными Румынии (1:1) и Франции (0:0). В первом раунде плей-офф команда встречалась со сборной Польши и уступила в серии послематчевых пенальти (4:5) после ничьей в основное время со счётом 1:1 — промах Гранита Джаки стал причиной вылета сборной.
В квалификации к чемпионату мира 2018 года Швейцария выиграла все первые 9 матчей, однако в последней встрече альпийцы проиграли Португалии и заняли второе место в группе. В стыковых матчах швейцарцы одолели Северную Ирландию по сумме двух встреч (1:0 на выезде и 0:0 дома) и получили путёвку на чемпионат мира в России, где сыграли в одной группе с Бразилией, Коста-Рикой и Сербией. В первом матче против Бразилии швейцарцы сыграли вничью (1:1). Далее были обыграны сербы (2:1), но в последнем матче Швейцария сыграла вничью против Коста-Рики (2:2). В 1/8 швейцарцы проиграли Швеции (0:1) и вылетели с турнира.
На отборочном турнире к чемпионату Европы по футболу 2020 швейцарцы выиграли 5 из 8 матчей, заняли 1 место в группе D и получили путёвку на чемпионат Европы, сыграв вничью с Уэльсом (1:1), проиграв Италии (0:3) и выиграв Турцию (3:1) вышли в 1/8 финала, где победили Францию (3:3) по пенальти и впервые в истории вышли в 1/4 финала чемпионата Европы. После чего в 1/4 финала проиграли Испании (1:1) по пенальти и вылетели с турнира. После чемпионата Европы Петкович покинул сборную Швейцарии.

## История выступления на турнирах

### На чемпионатах мира
| Год   | Раунд                  | И                      | В                      | Н                      | П                      | РМ                     |
| ----- | ---------------------- | ---------------------- | ---------------------- | ---------------------- | ---------------------- | ---------------------- |
| 1930  | Не участвовала         | Не участвовала         | Не участвовала         | Не участвовала         | Не участвовала         | Не участвовала         |
| 1934  | 1/4 финала             | 2                      | 1                      | 0                      | 1                      | 5-5                    |
| 1938  | 1/4 финала             | 2                      | 1                      | 0                      | 1                      | 5-5                    |
| 1950  | Групповой этап         | 3                      | 1                      | 1                      | 1                      | 4-6                    |
| 1954  | 1/4 финала             | 3                      | 1                      | 0                      | 2                      | 11-11                  |
| 1958  | не прошла квалификацию | не прошла квалификацию | не прошла квалификацию | не прошла квалификацию | не прошла квалификацию | не прошла квалификацию |
| 1962  | Групповой этап         | 3                      | 0                      | 0                      | 3                      | 2-8                    |
| 1966  | Групповой этап         | 3                      | 0                      | 0                      | 3                      | 1-9                    |
| 1970  | Не прошла квалификацию | Не прошла квалификацию | Не прошла квалификацию | Не прошла квалификацию | Не прошла квалификацию | Не прошла квалификацию |
| 1974  | Не прошла квалификацию | Не прошла квалификацию | Не прошла квалификацию | Не прошла квалификацию | Не прошла квалификацию | Не прошла квалификацию |
| 1978  | Не прошла квалификацию | Не прошла квалификацию | Не прошла квалификацию | Не прошла квалификацию | Не прошла квалификацию | Не прошла квалификацию |
| 1982  | Не прошла квалификацию | Не прошла квалификацию | Не прошла квалификацию | Не прошла квалификацию | Не прошла квалификацию | Не прошла квалификацию |
| 1986  | Не прошла квалификацию | Не прошла квалификацию | Не прошла квалификацию | Не прошла квалификацию | Не прошла квалификацию | Не прошла квалификацию |
| 1990  | Не прошла квалификацию | Не прошла квалификацию | Не прошла квалификацию | Не прошла квалификацию | Не прошла квалификацию | Не прошла квалификацию |
| 1994  | 1/8 финала             | 4                      | 1                      | 1                      | 2                      | 5-7                    |
| 1998  | Не прошла квалификацию | Не прошла квалификацию | Не прошла квалификацию | Не прошла квалификацию | Не прошла квалификацию | Не прошла квалификацию |
| 2002  | Не прошла квалификацию | Не прошла квалификацию | Не прошла квалификацию | Не прошла квалификацию | Не прошла квалификацию | Не прошла квалификацию |
| 2006  | 1/8 финала             | 4                      | 2                      | 2                      | 0                      | 4-0                    |
| 2010  | Групповой этап         | 3                      | 1                      | 1                      | 1                      | 1-1                    |
| 2014  | 1/8 финала             | 4                      | 2                      | 0                      | 2                      | 7-7                    |
| 2018  | 1/8 финала             | 4                      | 1                      | 2                      | 1                      | 5-5                    |
| 2022  | 1/8 финала             | 4                      | 2                      | 0                      | 2                      | 5-9                    |
| Всего | 12/22                  | 39                     | 13                     | 7                      | 19                     | 55-73                  |

* Красная рамка обозначает то, что турнир проходил в Швейцарии.
** Жирным шрифтом, отмечен лучший результат сборной на чемпионатах мира.

### На чемпионатах Европы
| Год   | Раунд                  | И                      | В                      | Н                      | П                      | РМ                     |
| ----- | ---------------------- | ---------------------- | ---------------------- | ---------------------- | ---------------------- | ---------------------- |
| 1960  | Не участвовала         | Не участвовала         | Не участвовала         | Не участвовала         | Не участвовала         | Не участвовала         |
| 1964  | Не прошла квалификацию | Не прошла квалификацию | Не прошла квалификацию | Не прошла квалификацию | Не прошла квалификацию | Не прошла квалификацию |
| 1968  | Не прошла квалификацию | Не прошла квалификацию | Не прошла квалификацию | Не прошла квалификацию | Не прошла квалификацию | Не прошла квалификацию |
| 1972  | Не прошла квалификацию | Не прошла квалификацию | Не прошла квалификацию | Не прошла квалификацию | Не прошла квалификацию | Не прошла квалификацию |
| 1976  | Не прошла квалификацию | Не прошла квалификацию | Не прошла квалификацию | Не прошла квалификацию | Не прошла квалификацию | Не прошла квалификацию |
| 1980  | Не прошла квалификацию | Не прошла квалификацию | Не прошла квалификацию | Не прошла квалификацию | Не прошла квалификацию | Не прошла квалификацию |
| 1984  | Не прошла квалификацию | Не прошла квалификацию | Не прошла квалификацию | Не прошла квалификацию | Не прошла квалификацию | Не прошла квалификацию |
| 1988  | Не прошла квалификацию | Не прошла квалификацию | Не прошла квалификацию | Не прошла квалификацию | Не прошла квалификацию | Не прошла квалификацию |
| 1992  | Не прошла квалификацию | Не прошла квалификацию | Не прошла квалификацию | Не прошла квалификацию | Не прошла квалификацию | Не прошла квалификацию |
| 1996  | Групповой этап         | 3                      | 0                      | 1                      | 2                      | 2-4                    |
| 2000  | Не прошла квалификацию | Не прошла квалификацию | Не прошла квалификацию | Не прошла квалификацию | Не прошла квалификацию | Не прошла квалификацию |
| 2004  | Групповой этап         | 3                      | 0                      | 1                      | 2                      | 1-6                    |
| 2008  | Групповой этап         | 3                      | 1                      | 0                      | 2                      | 3-3                    |
| 2012  | Не прошла квалификацию | Не прошла квалификацию | Не прошла квалификацию | Не прошла квалификацию | Не прошла квалификацию | Не прошла квалификацию |
| 2016  | 1/8 финала             | 4                      | 1                      | 3                      | 0                      | 3-2                    |
| 2020  | 1/4 финала             | 5                      | 1                      | 3                      | 1                      | 8-9                    |
| 2024  | 1/4 финала             | 5                      | 2                      | 3                      | 0                      | 8-4                    |
| Итого | 6/17                   | 23                     | 5                      | 11                     | 7                      | 24-28                  |

*Красная рамка обозначает то, что турнир проходил в Швейцарии.
**Жирным шрифтом, отмечен лучший результат сборной на чемпионатах Европы.

## Рекордсмены сборной
| Позиция | Игрок              | Матчей | Период     |
| ------- | ------------------ | ------ | ---------- |
| 1       | Гранит Джака       | 130    | 2011—н. в. |
| 2       | Джердан Шакири     | 124    | 2010—2024  |
| 3       | Рикардо Родригес   | 120    | 2011—н. в. |
| 4       | Хайнц Херманн      | 118    | 1978—1991  |
| 5       | Ален Гейгер        | 112    | 1980—1996  |
| 6       | Штефан Лихтштайнер | 108    | 2006—2019  |
| 7       | Стефан Шапюиза     | 103    | 1989—2004  |
| 8—9     | Янн Зоммер         | 94     | 2012—2024  |
| 8—9     | Йохан Фогель       | 94     | 1995—2007  |
| 10      | Харис Сеферович    | 93     | 2013—2023  |

| Позиция | Игрок              | Голы | Период    |
| ------- | ------------------ | ---- | --------- |
| 1       | Александр Фрай     | 42   | 2001—2011 |
| 2       | Кубилай Тюркильмаз | 34   | 1988—2001 |
| 2       | Макс Абегглен      | 34   | 1922—1937 |
| 4       | Джердан Шакири     | 32   | 2010—2024 |
| 5       | Андре Абегглен     | 29   | 1927—1943 |
| 6       | Жак Фаттон         | 28   | 1946—1955 |
| 7       | Адриан Кнуп        | 26   | 1989—1996 |
| 8       | Харис Сеферович    | 25   | 2013—2023 |
| 9       | Йозеф Хюги         | 22   | 1951—1961 |
| 9       | Шарль Антенен      | 22   | 1948—1962 |

## Состав
Следующие игроки были вызваны в состав сборной главным тренером Муратом Якином для участия в матчах Лиги наций УЕФА 2024/2025 против сборной Дании (5 сентября 2024) и сборной Испании (8 сентября 2024).
Игры и голы приведены по состоянию на 5 сентября 2024 года:
|  | Вр  | Ивон Мвого       | 6 июня 1994 (31 год)       | 9   | 0  | Лорьян                 |  |  |
|  | Вр  | Грегор Кобель    | 6 декабря 1997 (27 лет)    | 6   | 0  | Боруссия Дортмунд      |  |  |
|  | Вр  | Йонас Омлин      | 10 февраля 1994 (31 год)   | 4   | 0  | Боруссия Мёнхенгладбах |  |  |
|  |     |                  |                            |     |    |                        |  |  |
|  | Защ | Рикардо Родригес | 25 августа 1992 (32 года)  | 121 | 9  | Реал Бетис             |  |  |
|  | Защ | Мануэль Аканджи  | 19 июля 1995 (29 лет)      | 66  | 3  | Манчестер Сити         |  |  |
|  | Защ | Нико Эльведи     | 30 сентября 1996 (28 лет)  | 54  | 2  | Боруссия Мёнхенгладбах |  |  |
|  | Защ | Сильван Видмер   | 5 марта 1993 (32 года)     | 48  | 4  | Майнц 05               |  |  |
|  | Защ | Бечир Омерагич   | 20 января 2002 (23 года)   | 6   | 0  | Монпелье               |  |  |
|  | Защ | Грегори Вютрих   | 4 декабря 1994 (30 лет)    | 1   | 0  | Штурм Грац             |  |  |
|  |     |                  |                            |     |    |                        |  |  |
|  | ПЗ  | Гранит Джака     | 27 сентября 1992 (32 года) | 131 | 14 | Байер 04               |  |  |
|  | ПЗ  | Ремо Фройлер     | 15 апреля 1992 (33 года)   | 73  | 9  | Болонья                |  |  |
|  | ПЗ  | Денис Закариа    | 20 ноября 1996 (28 лет)    | 56  | 3  | Монако                 |  |  |
|  | ПЗ  | Мишель Эбишер    | 6 января 1997 (28 лет)     | 26  | 1  | Болонья                |  |  |
|  | ПЗ  | Фабиан Ридер     | 16 февраля 2002 (23 года)  | 11  | 0  | Штутгарт               |  |  |
|  | ПЗ  | Венсан Сьерро    | 8 октября 1995 (29 лет)    | 7   | 0  | Тулуза                 |  |  |
|  | ПЗ  | Уран Бислими     | 25 сентября 1999 (25 лет)  | 2   | 0  | Лугано                 |  |  |
|  | ПЗ  | Филип Угринич    | 5 января 1999 (26 лет)     | 2   | 0  | Янг Бойз               |  |  |
|  |     |                  |                            |     |    |                        |  |  |
|  | Нап | Брель Эмболо     | 14 февраля 1997 (28 лет)   | 69  | 15 | Монако                 |  |  |
|  | Нап | Рубен Варгас     | 5 августа 1998 (26 лет)    | 49  | 8  | Аугсбург               |  |  |
|  | Нап | Ренато Штеффен   | 3 ноября 1991 (33 года)    | 40  | 4  | Лугано                 |  |  |
|  | Нап | Зеки Амдуни      | 4 декабря 2000 (24 года)   | 20  | 7  | Бенфика Лиссабон       |  |  |
|  | Нап | Квадво Дуа       | 24 февраля 1997 (28 лет)   | 5   | 1  | Лудогорец              |  |  |
|  | Нап | Жоэл Монтейру    | 5 августа 1999 (25 лет)    | 0   | 0  | Янг Бойз               |  |  |

## Форма
Традиционный домашний комплект формы сборной Швейцарии — красные футболки, белые шорты и красные гетры; гостевой — белые футболки, красные шорты, белые гетры. Начиная с 1895 года, цвета формы почти не претерпевали никаких изменений за редкими исключениями, хотя допускались разные чередования формы. С 1998 года основным поставщиком формы является компания Puma.

### Домашняя
| 1934—1962  | 1962—1966 | 1962 (вариант) | 1994—1996           | 1996      | 2004—2006           | 2006—2008 | 2006 (вариант)      | 2008—2010 | 2008—2010 (вариант) |
| 2010—2012  | 2012—2014 | 2014—2015      | 2014—2015 (вариант) | 2016—2018 | 2016—2018 (вариант) | 2018—2020 | 2018—2020 (вариант) | 2020—2022 | 2022                |
| 2024—н. в. |           |                |                     |           |                     |           |                     |           |                     |

### Гостевая
| 1938       | 1966      | 1994—1996      | 1996      | 2004—2006           | 2006—2008 | 2006 (вариант)      | 2008—2010 | 2008—2010 (вариант) | 2010—2012 |
| 2012—2014  | 2014—2015 | 2014 (вариант) | 2016—2018 | 2016—2018 (вариант) | 2018—2020 | 2018—2020 (вариант) | 2020      | 2020—2022           | 2022      |
| 2024—н. в. |           |                |           |                     |           |                     |           |                     |           |

### Спонсоры
| Годы       | Спонсор |
| ---------- | ------- |
| 1976—1989  | Adidas  |
| 1990—1992  | Blacky  |
| 1992—1998  | Lotto   |
| 1998—н. в. | Puma    |